# سوفييت سترايك
سوفييت سترايك (بالإنجليزية: Soviet Strike)، هي لعبة فيديو أمريكية من نوع أكشن، وهي من تطوير ونشر إلكترونيك آرتس، صدرت اللعبة في الأسواق سنة 1996، وتعمل لمنصات سيغا ساترن، بلاي ستيشن ومايكروسوفت ويندوز.